# Mydaea nubila
Mydaea nubila este o specie de muște din genul Mydaea, familia Muscidae, descrisă de Stein în anul 1916. Conform Catalogue of Life specia Mydaea nubila nu are subspecii cunoscute.